# یادگاری‌ها
یادگاری‌ها نمایشنامه‌ای از محمد چرمشیر است که در سال ۱۳۸۱ نوشته شده و بارها در سالن‌های مختلف تئاتر به‌روی صحنه رفته‌است.